# Telera (pan mexicano)

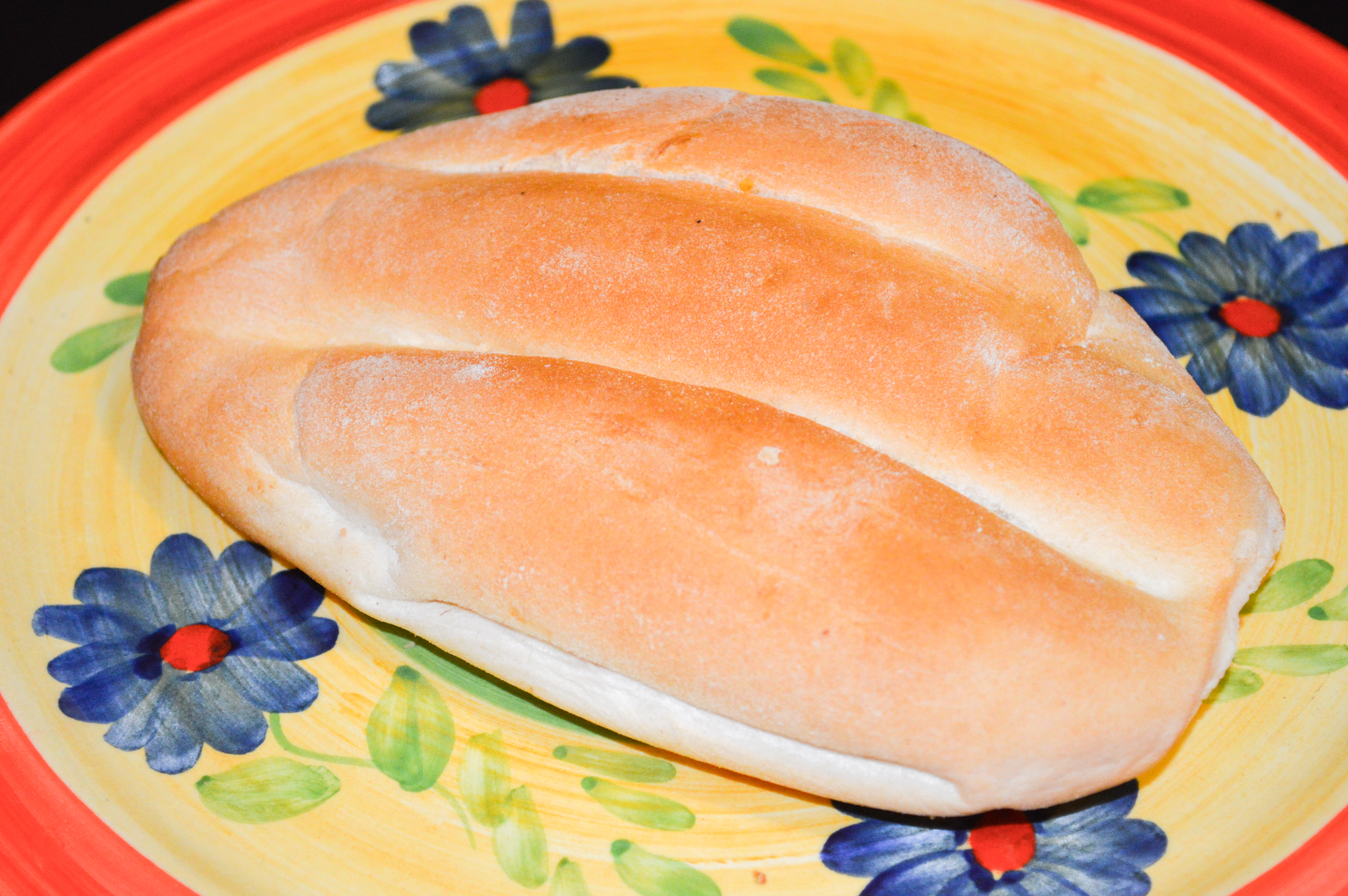
Telera

En México, la telera es un pan de sal y blanco elaborado con harina de trigo, levadura, agua y sal. Es uno de los panes arquetípicos de la gastronomía mexicana, y se usa en diversos antojitos populares. Sus principales caracterísricas son su color, suavidad, tamaño y su forma. Su migajón es suave y esponjoso,  su corteza levemente bronceada gracias al uso ligero de azúcar en la masa. Tiene unos 15 cm de largo, forma aplanada y ovalada compuesta por tres cuerpos alargados forjados antes del levado mediante la presión profunda de la bola, ya ligeramente alargada y aplanada, con el palo o rodillo muy delgados para quedar de forma longitudinal, y paralelas en la parte superior, es este rasgo diferenciador de la telera cordobesa.
Las célebres tortas mexicanas se preparan principalmente con teleras, que se cortan por la mitad y se rellenan con multitud de ingredientes (lo que en otros países se llama sándwich o bocata). Asimismo, su variante de tortas ahogadas, llamadas así porque se bañan en salsa. Las teleras se pueden rebanar y freír para hacer capirotada o budín.
El origen de la telera mexicana está en la telera cordobesa, un pan de trigo entero y de calidad inferior que consumían los obreros andaluces, cuya receta se modificó en México, y en la actualidad se prepara con la misma masa del bolillo. También existe una telera dominicana, totalmente diferente de la española y la mexicana. Tradicionalmente, se dice que el nombre de telera es una contracción de «tres hileras», ya que consta de dos greñas paralelas longitudinales que separan la corteza en tres. Sin embargo, el autor A. Ortega Morán propone que antiguamente «telera» se usaba en sentido figurado como sinónimo de algo alargado.